# Association familiale en France
Une association familiale est, en France, un type d'association loi de 1901 ayant pour objet la défense des intérêts des familles.

## Définition
La nature des associations familiales est définie au chapitre Ier du Code de l'action sociale et des familles :
« Ont le caractère d'associations familiales au sens des dispositions du présent chapitre les associations déclarées librement créées dans le cadre de la loi du 1er juillet 1901, qui ont pour but essentiel la défense de l'ensemble des intérêts matériels et moraux, soit de toutes les familles, soit de certaines catégories d'entre elles et qui regroupent :

- des familles constituées par le mariage ou le pacte civil de solidarité et la filiation ;
- des couples mariés ou liés par un pacte civil de solidarité sans enfant ;
- toutes personnes physiques soit ayant charge légale d'enfants par filiation ou adoption, soit exerçant l'autorité parentale ou la tutelle sur un ou plusieurs enfants dont elles ont la charge effective et permanente.

L'adhésion des étrangers aux associations familiales est subordonnée à leur établissement régulier en France ainsi qu'à celui de tout ou partie des membres de leur famille dans des conditions qui seront fixées par voie réglementaire. »
— Article L211-1 du Code de l'action sociale et des familles

## Regroupements
Ces associations peuvent se regrouper dans chaque département au sein d'une Union départementale des associations familiales (UDAF), les UDAF étant elles-mêmes regroupées au sein de l'Union nationale des associations familiales (UNAF).
Elles peuvent aussi être affiliées à un mouvement familial agréé par l'UDAF ou l'UNAF.

## Représentation (nombre de voix)
Chaque famille adhérente à une association membre d'une UDAF apporte un nombre de voix proportionnel au nombre d'enfants, de la façon suivante :
- une voix pour chacun des pères et mères ou chacun des conjoints, ou pour la personne physique exerçant l'autorité parentale ou la tutelle ;
- une voix par enfant mineur vivant ;
- une voix par groupe de trois enfants mineurs ;
- une voix par enfant mort pour la France.

La voix attribuée pour chaque enfant mineur handicapé est maintenue lorsque l'enfant qui atteint la majorité demeure à la charge de ses parents.